# Vanitas (álbum de Anaal Nathrakh)
Vanitas es el séptimo álbum de estudio de la banda británica Anaal Nathrakh. Fue lanzado el 23 de octubre de 2012 a través del sello discográfico Candlelight Records.

## Lista de canciones
Todas las letras fueron escritas por Dave Hunt

Todas las letras escritas por Dave Hunt, toda la música compuesta por Mick Kenney. 
| N.º | Título                                      | Duración |  |
| 1.  | «The Blood-Dimmed Tide»                     | 3:20     |  |
| 2.  | «Forging Towards the Sunset»                | 3:46     |  |
| 3.  | «To Spite the Face»                         | 4:03     |  |
| 4.  | «Todos Somos Humanos»                       | 4:14     |  |
| 5.  | «In Coelo Quies, Tout Finis Ici Bas»        | 4:32     |  |
| 6.  | «You Can't Save Me, So Stop Fucking Trying» | 3:02     |  |
| 7.  | «Make Glorious the Embrace of Saturn»       | 2:42     |  |
| 8.  | «Feeding the Beast»                         | 4:59     |  |
| 9.  | «Of Fire, and Fucking Pigs»                 | 3:01     |  |
| 10. | «A Metaphor for the Dead»                   | 4:19     |  |

## Créditos

### Anaal Nathrakh
- Dave Hunt (a.k.a. V.I.T.R.I.O.L.) – voz
- Mick Kenney (a.k.a. Irrumator) – Guitarras, Bajo, Arte y Diseño, Programación, Producción

### Músicos invitados
- Dave Nassie (ex Bleeding Through) – guitarra en "In Coelo Quies, Tout Finis Ici Bas"
- Steeve Hurdle – guitarra en "Feeding the Beast"
- Elena Vladi (Red Queen/Demona Mortiss) – voz adicional en "You Can't Save Me, So Stop Fucking Trying"
- Robert "Bob" Mercier – grabación